# Helgenæs Sogn
Helgenæs Sogn er et sogn i Syddjurs Provsti (Århus Stift).
Helgenæs Sogn hørte til Mols Herred i Randers Amt. Helgenæs sognekommune blev ved kommunalreformen i 1970 indlemmet i Ebeltoft Kommune, som ved strukturreformen i 2007 indgik i Syddjurs Kommune.
I Helgenæs Sogn ligger Helgenæs Kirke.
I sognet findes følgende autoriserede stednavne:
- Borup (bebyggelse, ejerlav)
- Bøgebjerg (areal)
- Drødhøj (areal)
- Ellemandsbjerg (areal)
- Esby (bebyggelse, ejerlav)
- Fejrup (bebyggelse, ejerlav)
- Fuglevad (bebyggelse)
- Grimshoved (areal)
- Helgenæs (areal)
- Kongsgårde (bebyggelse)
- Skæsebakke (areal)
- Sletterhage (areal)
- Stavsøre (areal)
- Stødov (bebyggelse, ejerlav)
- Vænge Sø (areal)
- Ørby (bebyggelse, ejerlav)